# BMW博物館
BMW博物館（BMWはくぶつかん、BMW Museum）は、ドイツ・ミュンヘンにある自動車に関する博物館。

## 概要
1973年にミュンヘンオリンピックの閉幕後に開館した。2008年に新しく建設された館内には数々の歴代の名車が展示される。付近にはBMWヴェルトもある。

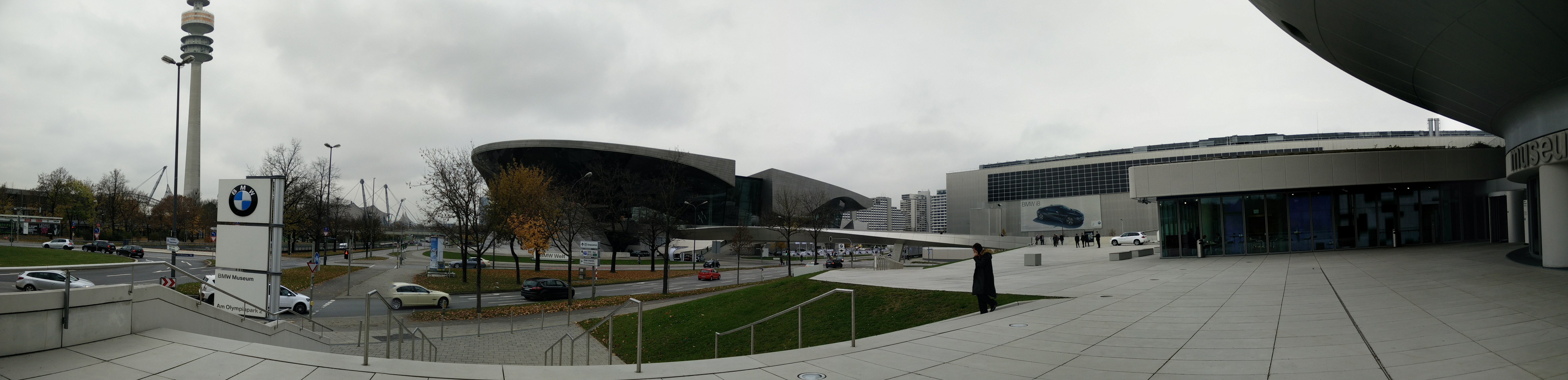
パノラマ写真
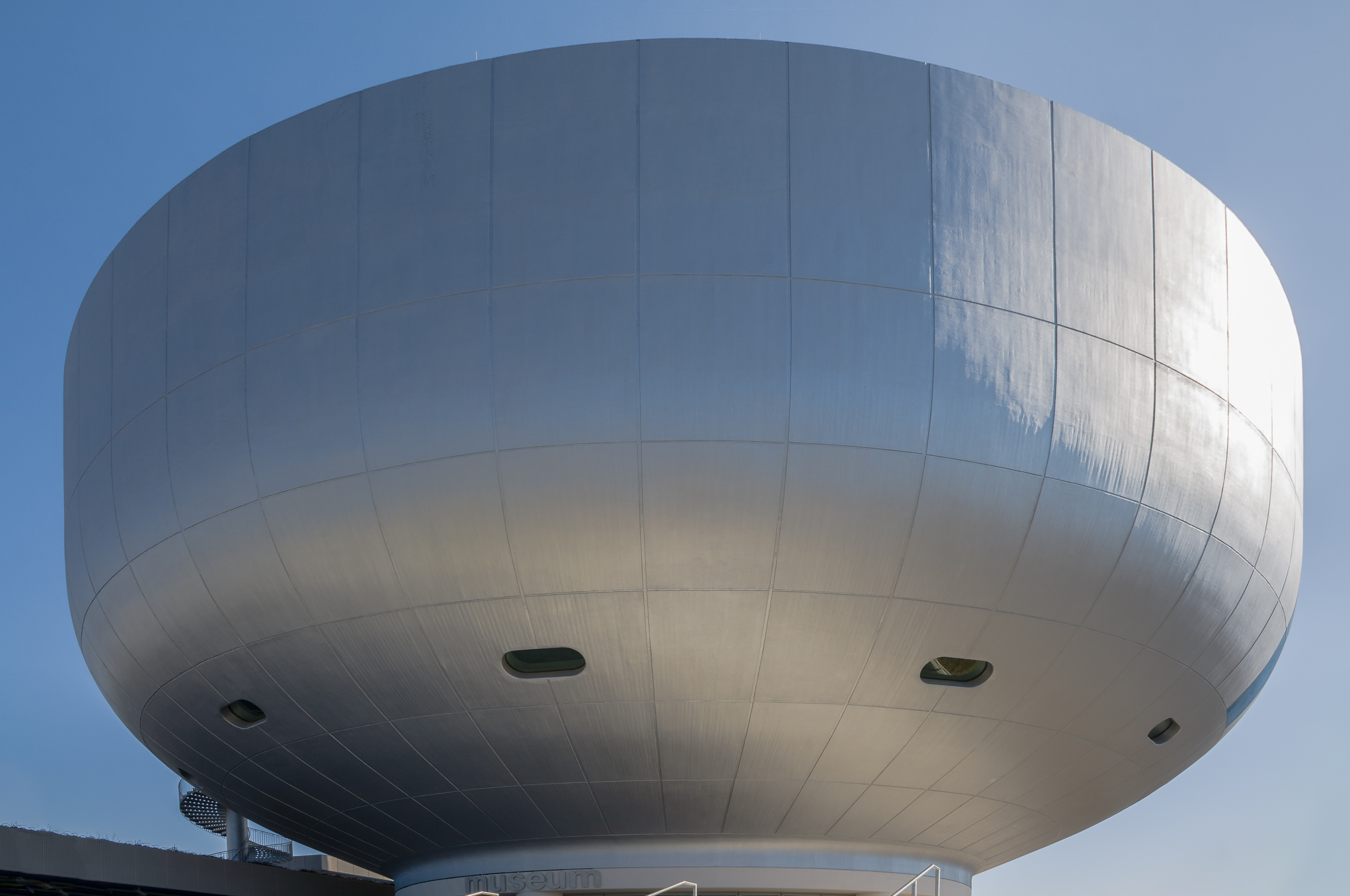
建物
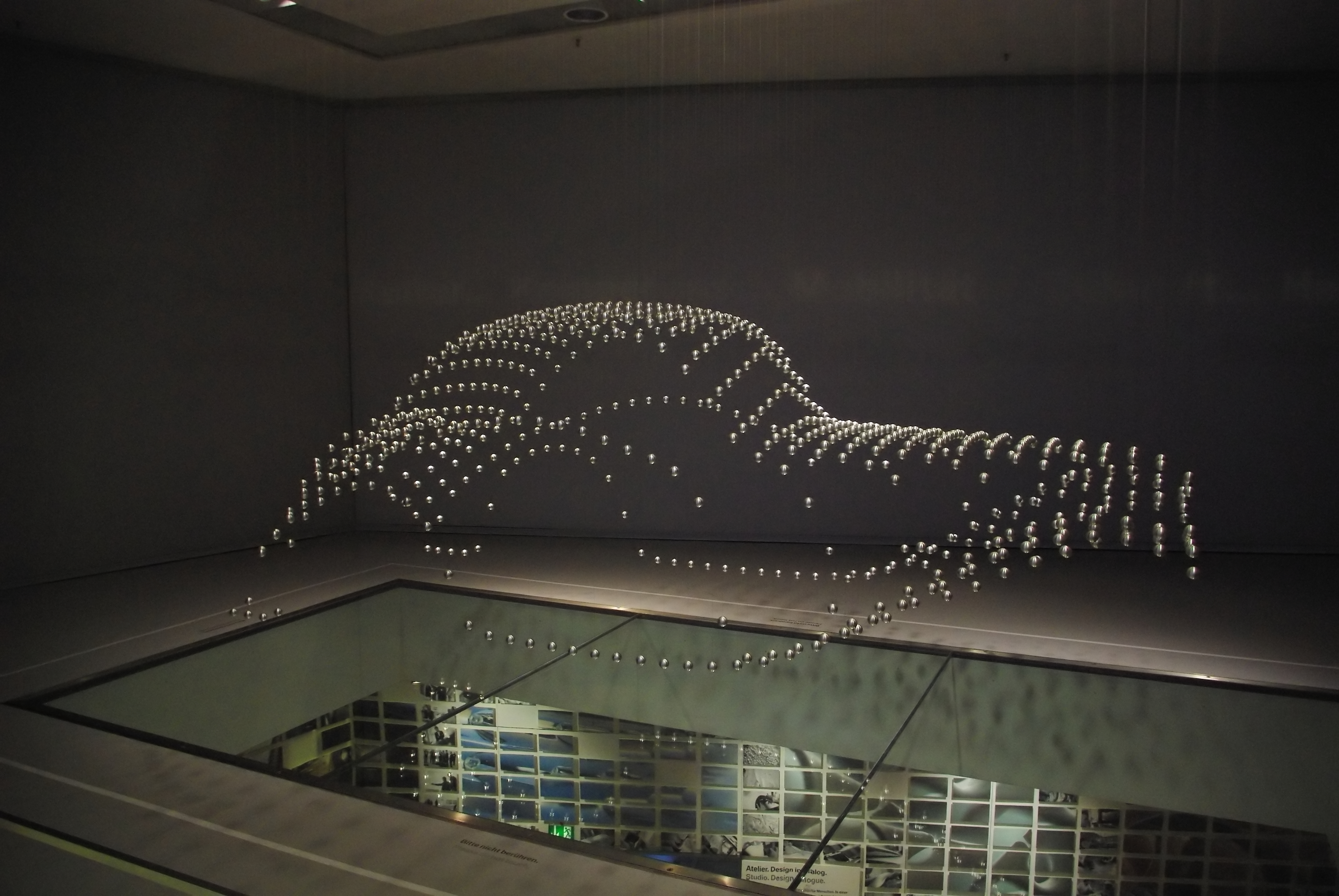
展示物
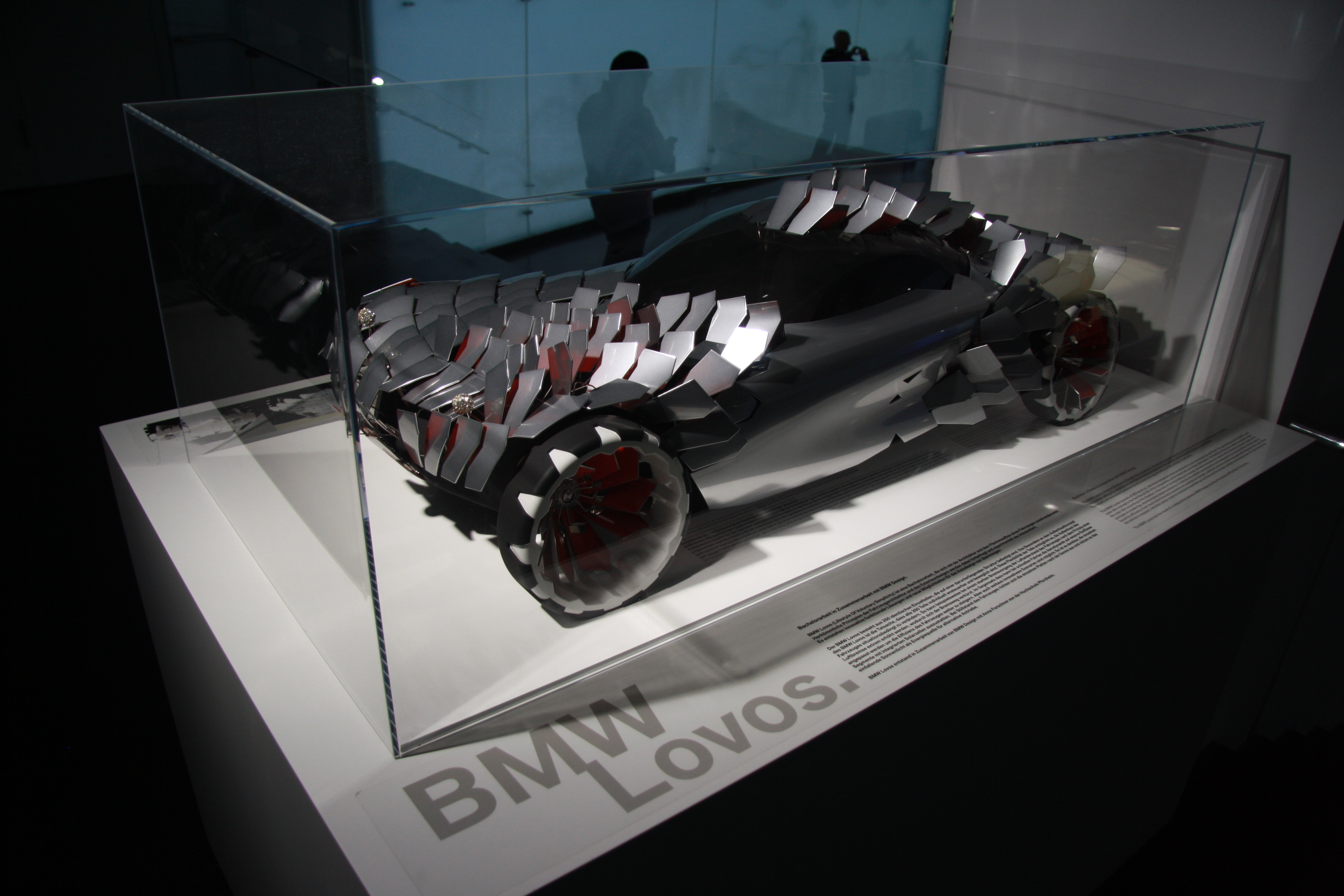
コンセプトカーの模型